# Текунино
Текунино — деревня в Глебовском сельском поселении Рыбинского района Ярославской области.
Деревня расположена на автомобильной дороге Глебово — Легково, на удалении около 4 км на северо-запад от центра сельского поселения села Глебово. Деревня расположена на западной стороне дороге, в направлении к берегу Волги, на расстоянии около 1 км до неё. Через Текунино с автомобильной дорогой связаны стоящие на Волжском берегу деревни Селехово, Василево и Мостово.
Деревня Текунина указана на плане Генерального межевания Рыбинского уезда 1792 года.
На 1 января 2007 года в деревне проживало 2 постоянных жителя. Деревня активно используется для дачного отдыха. Деревню обслуживает почтовое отделение Глебово, по почтовым данным в деревне 32 дома.